# Ахундов, Ага Абдулхалик оглы
Ага Абдулхалик оглы Ахундов (азерб. Ağa Əbdülxalıq oğlu Axundov; 21 марта 1882, Шемахы, Бакинская губерния — 26 октября 1949, Баку) — азербайджанский инженер, энергетик.

## Биография
Родился 21 марта 1882 года в городе Шамахы. В 1900 году окончил Бакинское реальное училище и поступил в Киевский политехнический университет. Затем уехал в Бельгию в качестве одного из первых стипендиатов Зейналабдина Тагиева. 
Окончил Льежский университет по специальности «инженер-электрик». После окончания учёбы работал на механическом заводе «Эрликон» в Цюрихе.
Получил известность как автор проекта первой гидроэлектростанции в Лугано. Также был создателем оригинальных проектов, среди которых был мост, построенный в Нидерландах, который привлекает внимание внимание туристов и по сей день. 
Был членом Женевского научного общества. Получил известность как полиглот, владеющий 10 языками. Основатель электротехнической науки в Азербайджане, первого учебного заведения в этой области (впоследствии техникум им. Н. Нариманова). 
Автор учебников по электротехнике на азербайджанском языке, первого турецко-русского словаря по электротехническим терминам. 
Проректор Азербайджанского промышленного института. Заведующий кафедрой общей электротехники в педагогическом институте. Профессор созданного им энергетического факультета Азербайджанского промышленного института, где также был первым деканом.
В 1938 году был сослан в Красноярский лагерь. Несмотря на заключение, продолжал работу, учился, практиковал и выполнял профессию учёного. Также работал заместителем начальника в техническом отделе этого лагеря.
Умер в 1949 году. Начальником Красноярского лагеря семье Ахундовых было направлено соболезнование, где говорилось, что «мир науки потерял прекрасного человека и великого ученого».

## Семья
Был женат на Тамаре Ахундовой. Сыновья Давуд (архитектор), Фуад. 
Дочь Эльмира Ахундова(1911—1998), певица, заслуженный артист Азербайджанской ССР. С 1934 по 1959 год работала в Азербайджанском театре оперы и балета, с 1938 года также — в Азербайджанском государственном академическом музыкальном театре.